# Laberdan
Laberdan niederländisch labberdaan oder laberdaan (vermutlich von Labourdain, einem ehemaligen Atlantikhafen bei Bayonne) ist direkt am Fangort in Salzlake eingelegter und in Holzfässern geschichteter Kabeljau. Hergestellt wurde er vor allem von baskischen Fischern. Heute ist Laberdan weitgehend unbekannt und anders als Stock- oder Klippfisch nicht mehr im Handel erhältlich.
Vor dem Verzehr muss Laberdan mindestens 24 Stunden durch Wässern entsalzt werden. Anschließend wird er in kaltem Wasser aufgesetzt, erhitzt und langsam gargezogen.
In antiquarischen Kochbüchern und in regionalen Küchen finden sich vereinzelt noch Laberdan-Rezepte. In Köln kann man auf Speisekarten noch Kochfisch als „Laberdan in Senfzaus“ finden, wobei Laberdan auf kölsch einfach nur Kabeljau meint.
Dass Laberdan im 19. Jahrhundert in Deutschland noch bekannt war, zeigt ein Brief Felix Mendelssohn Bartholdys vom 21. Januar 1832 an seine Schwester in Bezug auf die Hebriden-Ouvertüre: „[…] der Mittelsatz im forte D-dur ist sehr dumm, und die ganze sogenannte Durchführung schmeckt mehr nach Contrapunkt, als nach Thran und Möven und Laberdan, und es sollte doch umgekehrt sein.“